# Hans Stethaimer
Hans Stethaimer (* um 1400; † um 1460/61) war ein deutscher Baumeister, Steinmetz, Maler und Bildhauer. In der älteren architekturgeschichtlichen Literatur wird er fälschlich mit seinem Onkel, dem bedeutenden Landshuter Baumeister Hans von Burghausen identifiziert, der früher mit dem Namen „Hans Stethaimer (der Ältere)“ bezeichnet wurde. Ältere Literatur zu „Hans Stethaimer“ bezieht sich also meist auf Hans von Burghausen und dessen Werk. Aufgrund der Gleichheit der Vornamen erkannte man erst spät, dass es sich bei den in den Quellen zur Landshuter Kirche wiederholt genannten „Meister Hans“ tatsächlich um drei verschiedene Personen handelte: Hans Krumenauer, Hans von Burghausen und Hans Stethaimer, die nacheinander als Baumeister an der Martinskirche tätig waren.
Stethaimer war für die Weiterführung der durch Hans von Burghausen errichteten Martinskirche in Landshut nach dessen Tod 1432 verantwortlich und begann auch mit der Errichtung des mächtigen Westturms. Bei der ebenfalls von Hans von Burghausen begonnenen Spitalkirche Heilig-Geist können der westliche Teil des Langhauses sowie die Westfassade mit Stethaimer in Verbindung gebracht werden. Unter seiner Leitung werden auch 1444 der Westgiebel aufgeführt und das Dachwerk errichtet. Ferner war Stethaimer am Wiederaufbau der 1405 bei einem Brand beschädigten zweiten Landshuter Stadtpfarrkirche St. Jodok beteiligt. Von seinen quellenmäßig belegten Arbeiten als Maler und Bildhauer (Glasgemälde für die Landshuter Dreifaltigkeitskirche und das Kloster Reichenbach am Regen sowie ein umfangreiches Hochaltarretabel für die Stadtpfarrkirche von Hall in Tirol) hat sich nichts erhalten. Ungeklärt ist bislang sein persönlicher Anteil am figürlichen und ornamentalen Schmuck der Portale seiner drei Landshuter Kirchenbauten, spekulativ die Zuschreibung des Epitaphs für seinen Onkel Hans von Burghausen (um 1432) an der Südseite der Martinskirche.
In Burghausen wurde 1970 die Hans-Stethaimer-Grundschule nach Stethaimer benannt.